# Phytocoris acaciae
Phytocoris acaciae är en insektsart som beskrevs av Knight 1974. Phytocoris acaciae ingår i släktet Phytocoris och familjen ängsskinnbaggar. Inga underarter finns listade i Catalogue of Life.